# 앰버 치아
앰버 치아(중국어: 谢丽萍, 병음: Xiè Lìpíng 셰리핑[*], 영어: Amber Chia, 1981년 12월 14일 ~ )는 말레이시아의 모델이다.